# WTA 250 tornák
A WTA 250 tornák a női tenisztornák új besorolása a 2021-es WTA-szezontól.
A WTA 250 tornák közé a korábbi WTA International tornák tartoznak. A díjazás ezeken a tornákon körülbelül 275 000 $. A győztes 280 ranglistapontot kap.

## Tornák
Vastagítva a 2025-ös győztesek.
| Torna      | Jelenlegi neve           | Város(ok)  | Ország                    | Borítás    | Címvédő*                         |
| ---------- | ------------------------ | ---------- | ------------------------- | ---------- | -------------------------------- |
| Auckland   | Auckland Open            | Auckland   | Új-Zéland                 | Kemény     | Clara Tauson                     |
| Hobart     | Hobart International     | Hobart     | Ausztrália                | Kemény     | McCartney Kessler                |
| Szingapúr  | Singapore Open           | Szingapúr  | Szingapúr                 | Kemény (f) | Elise Mertens                    |
| Huahin     | Hua Hin Championships    | Huahin     | Thaiföld                  | Kemény     | Gyiana Snajgyer Rebecca Šramková |
| Kolozsvár  | Transylvania Open        | Kolozsvár  | Románia                   | Kemény (f) | Anasztaszija Potapova            |
| Austin     | ATX Open                 | Austin     | Amerikai Egyesült Államok | Kemény     | Jessica Pegula                   |
| Bogotá     | Copa Colsanitas          | Bogotá     | Kolumbia                  | Salak      | Camila Osorio                    |
| Rouen      | Open de Rouen            | Rouen      | Franciaország             | Salak      | Elina Szvitolina                 |
| Rabat      | Morocco Open             | Rabat      | Marokkó                   | Salak      | Maya Joint                       |
| Rosmalen   | Rosmalen Open            | Rosmalen   | Hollandia                 | Fű         | Elise Mertens                    |
| Nottingham | Aegon Nottingham Open    | Nottingham | Egyesült Királyság        | Fű         | McCartney Kessler                |
| Eastbourne | Eastbourne International | Eastbourne | Egyesült Királyság        | Fű         | Maya Joint                       |
| Jászvásár  | Iași Open                | Jászvásár  | Románia                   | Salak      | Irina-Camelia Begu               |
| Hamburg    | Hamburg European Open    | Hamburg    | Németország               | Salak      | Arantxa Rus                      |
| Prága      | Prague Open              | Prága      | Csehország                | Kemény     | Marie Bouzková                   |
| Cleveland  | Cleveland Championships  | Cleveland  | Amerikai Egyesült Államok | Kemény     | Sara Sorribes Tormo              |
| Monasztir  | Jasmin Open              | Monasztir  | Tunézia                   | Kemény     | Elise Mertens                    |
| Oszaka     | Japan Women’s Open       | Oszaka     | Japán                     | Kemény     | Suzan Lamens                     |
| Kanton     | Guangzhou Open           | Kanton     | Kína                      | Kemény     | Olga Danilović                   |
| Csiucsiang | Jiangxi Open             | Csiucsiang | Kína                      | Kemény     | Viktorija Golubic                |
| Mérida     | Mérida Open              | Mérida     | Mexikó                    | Kemény     | Camila Giorgi                    |
| Hongkong   | Hong Kong Open           | Hongkong   | Hongkong                  | Kemény     | Gyiana Snajgyer                  |